# 王家梁
王家梁（英語：Edison Wang，1987年9月11日—），臺灣男演員。

## 生平
王家梁曾就讀臺北市立大安國民中學，泰山高中，並參加該校的籃球校隊並擔任籃球隊長，為泰山高中HBL甲組球員。。並在19歲時與美國海軍陸戰隊的表哥一起健身。出道後，於2015年出版個人健身寫真書。
2021年3月3日於媒體公開與許維恩交往，5月與許維恩結婚。因疫情影響，延遲至2022年11月11日舉辦結婚典禮。2023年6月26日，妻子許維恩生下女兒「忒忒」。

## 電視劇
| 年份   | 播出頻道                 | 劇名                | 飾演   | 備註       |
| ------ | ------------------------ | ------------------- | ------ | ---------- |
| 2009年 | 公視                     | 熱血青春            | 李強   |            |
| 2011年 | 中視                     | 料理情人夢          | 蝌蚪   |            |
| 2012年 | HiHD頻道                 | 愛情來了，請打卡    | 阿海   |            |
| 2012年 | 中視                     | 戀夏38℃             | 凱文   |            |
| 2013年 | 台視 三立都會台          | 大紅帽與小野狼      | 子信   | 客串       |
| 2013年 | 中視                     | 求愛365             | 山姆   |            |
| 2013年 | 三立都會台 東森綜合台    | 就是要你愛上我      | 林班長 | 客串       |
| 2013年 | 台視 三立都會台          | 回到愛以前          | 鄭亞力 |            |
| 2014年 | 央視                     | 原鄉                | 路台生 |            |
| 2014年 | 大愛電視台               | 春暖向陽天          | 朱溪河 |            |
| 2014年 | 華視                     | 心靈交戰的那一刻    | 周凱文 |            |
| 2014年 | 三立都會台 東森綜合台    | 22K夢想高飛         | 喻品耀 |            |
| 2015年 | 中視 中天綜合台 騰訊視頻 | 超級大英雄          | 朱可尚 |            |
| 2015年 | 三立都會台               | 好想談戀愛          | 夏曼武 | 第三男主角 |
| 2015年 | 台視 TVBS歡樂台          | 唯一繼承者          | 文義   |            |
| 2015年 | 台視 三立都會台          | 愛上哥們            | 吳翰昇 |            |
| 2016年 | 台視 東森綜合台          | 我和我的十七歲      | 宋翰明 | 第二男主角 |
| 2016年 | 三立都會台               | 大人情歌            |        | 客串       |
| 2016年 | 中視 中天娛樂台          | 讓愛飛揚            | 岳峰   | 第一男主角 |
| 2017年 | 樂視                     | 推理筆記            | 米     |            |
| 2017年 | 三立都會台               | 只為你停留          | 李碩   | 客串       |
| 2018年 | 台視 東森綜合台          | 高塔公主            | 楊天宇 | 第二男主角 |
| 2018年 | 台視 東森綜合台          | 艾蜜麗的五件事      | 孫競明 | 第二男主角 |
| 2019年 | 衛視中文台               | 遺失的1/2           | 孫毅   | 第二男主角 |
| 2019年 | 中視                     | 鑑識英雄II 正義之戰 | 周信宗 | 單元男主角 |
| 2019年 | TVBS歡樂台               | 天堂的微笑          | 文義   | 客串       |
| 2020年 | Line TV 民視             | 黑喵知情            | 羅育棋 | 第二男主角 |
| 2020年 | 三立都會台               | 我的青春沒在怕      | 羅岳方 | 第二男主角 |

## 綜藝節目
| 年份   | 頻道             | 節目名       | 參賽       | 隊伍 |
| ------ | ---------------- | ------------ | ---------- | ---- |
| 2021年 | 台視、三立都會台 | 全明星運動會 | 第二季選手 | 紅隊 |

## 電影
- 2017年《大釣哥》飾演 警察
- 2019年《陪你很久很久》飾演 安宇

### 電視電影
- 2018年《完美正義》飾演 楊維仁
- 2019年《女拳至上》飾演 江樹

## MV
- 2008年 卓文萱 - 超級喜歡 - 超級喜歡
- 2009年 飛輪海 - 越來越愛 - 恆星
- 2009年 庾澄慶 - 到死都要18歲 - 無盡透明的思念
- 2017年 李宣榕 - 李宣榕 - 101滴點滴

## 節目通告
- 康熙來了
- ETtoday星光雲-RUN新聞
- 請問 今晚住誰家
- 飢餓遊戲

## 出版作品
- 《王家梁．鍛鍊》，水靈文創，2015，ISBN 9789869224376

## 廣告代言
- 臺灣：
  - 妮維雅防曬制汗
  - 遠傳電信
  - 肯德基
  - 7-11
  - 台灣大哥大
  - DHC
  - 光陽機車
  - 黑松汽水
  - 黑松運動飲料
  - 大西洋礦泉水
  - 桂格青木瓜四物飲
  - Check2Check美顏心機系列
  - NOTORIOUS 館長惡名昭彰服飾
- 大陸：
  - DARLIE黑人牙膏
  - 綠箭金牌口香糖
  - 康師傅果汁
- 香港：
  - 金莎巧克力
  - 迪斯尼遊樂園

## 外部連結
- 王家梁的Facebook專頁
- 王家梁的Instagram帳戶
- 王家梁的X（前Twitter）
- 王家梁的新浪微博